# Plecia confusa
Plecia confusa är en tvåvingeart som beskrevs av Friedrich Hermann Loew 1858. Plecia confusa ingår i släktet Plecia och familjen hårmyggor. Inga underarter finns listade i Catalogue of Life.